# Pteraster octaster
Pteraster octaster är en sjöstjärneart som beskrevs av Addison Emery Verrill 1909. Pteraster octaster ingår i släktet Pteraster och familjen knubbsjöstjärnor. Inga underarter finns listade i Catalogue of Life.